# Francesco Antonio Giorgioli
Francesco Antonio Giorgioli (* 1655 in Meride; † 15. November 1725 ebenda) war ein Schweizer Maler des Barock.

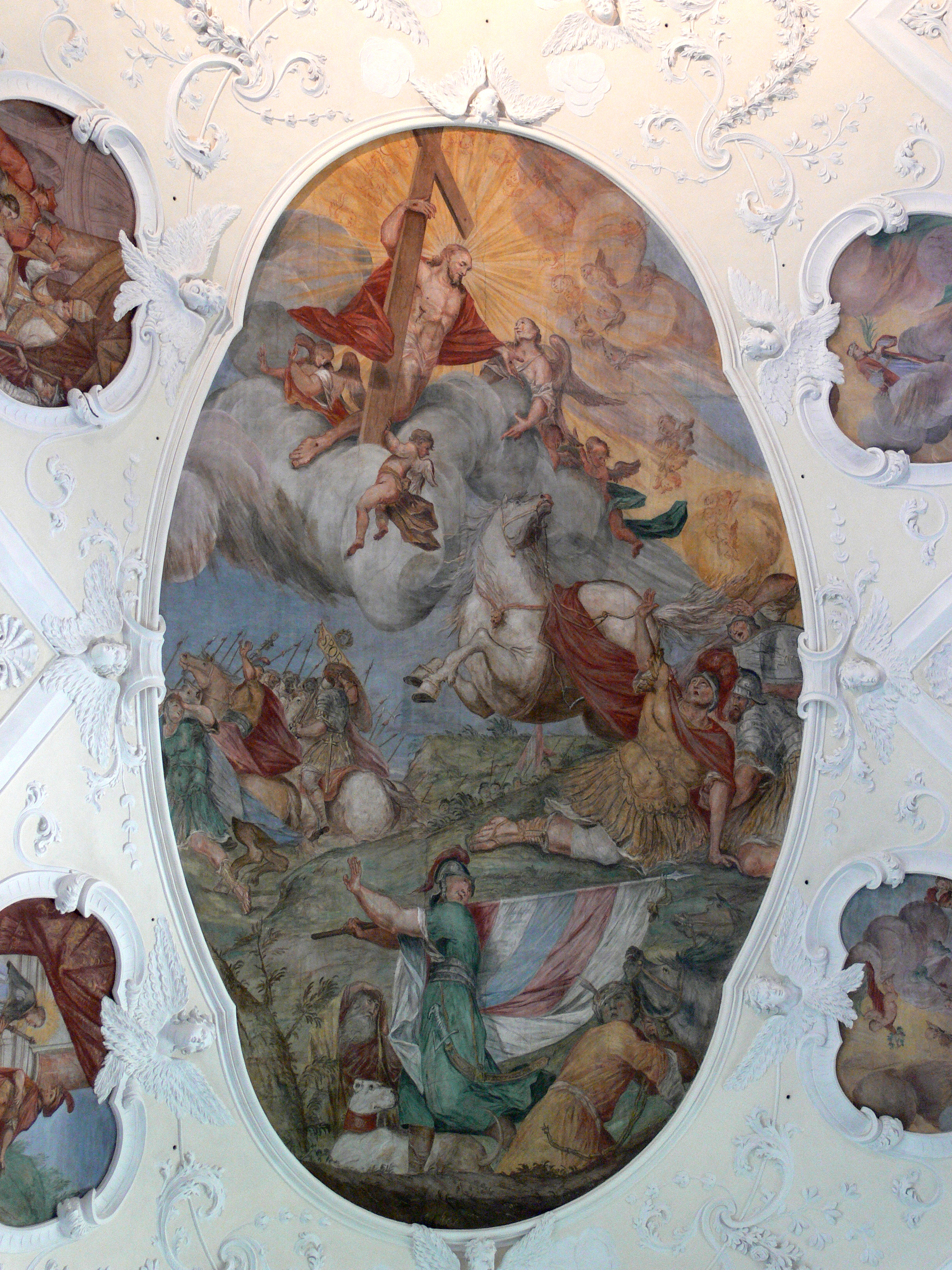
Francesco Antonio Giorgioli: Bekehrung des heiligen Paulus vor Damaskus, Hauptfresko in der Klosterkirche Sankt Trudpert, 1716–1722

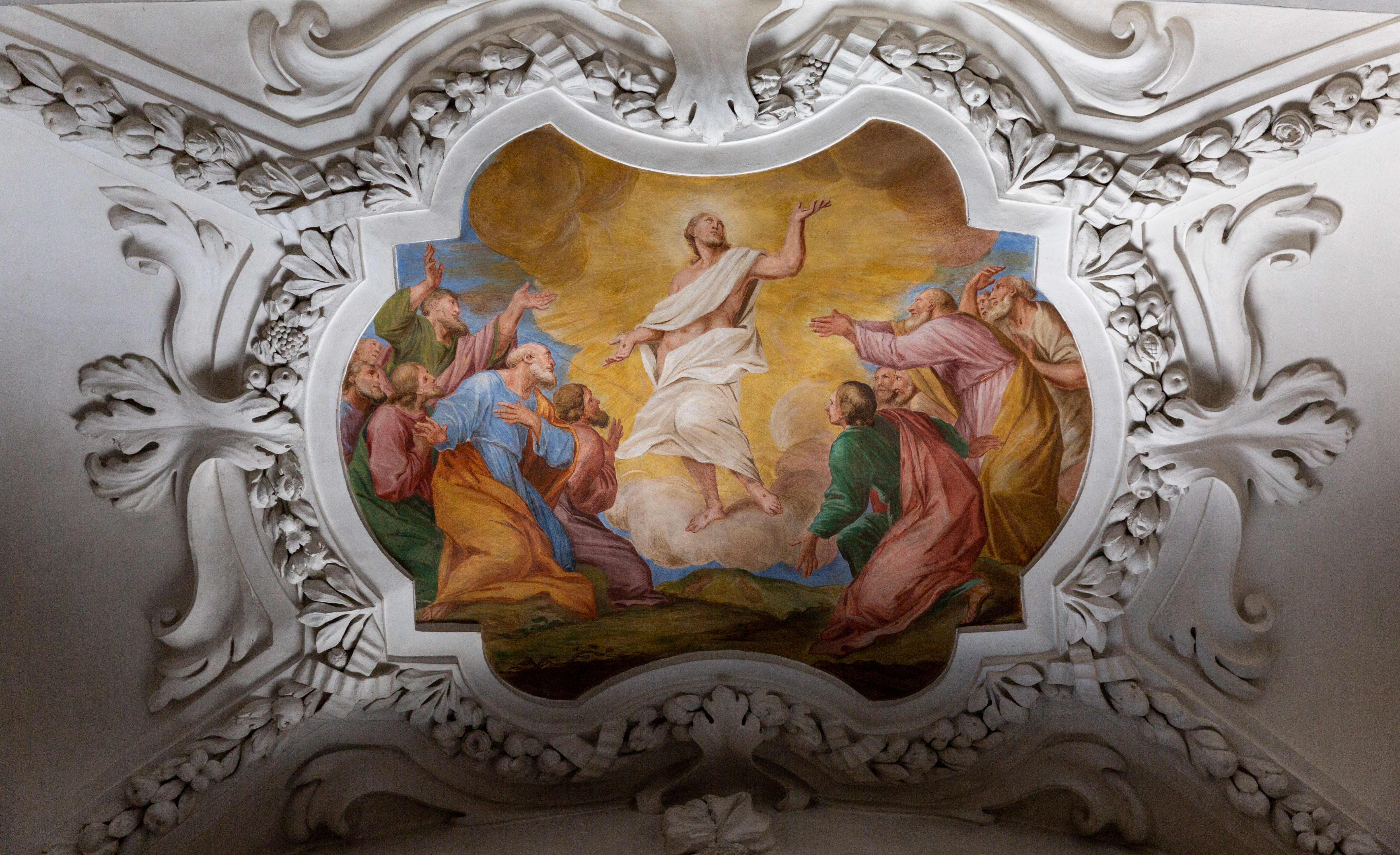
Francesco Antonio Giorgioli: Fresco in der Abteikirche St. Maria, Kloster Pfäfers

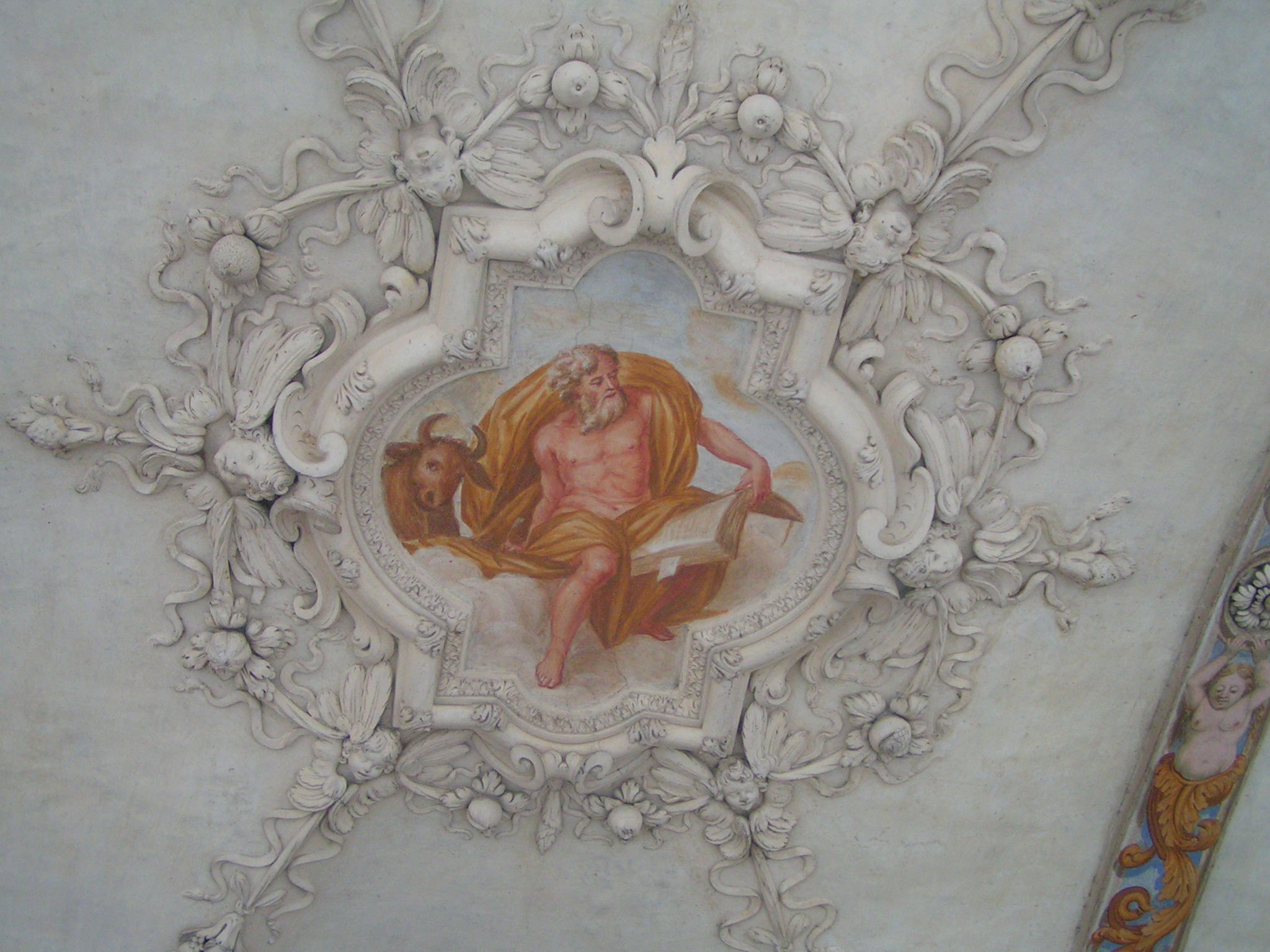
Francesco Antonio Giorgioli: Fresko mit dem Evangelisten Lukas zwischen Stuck im Portikus der Kirche Santa Maria di Loreto in Loreto

## Leben
Giorgioli schuf Decken- und Wandfresken, gelegentlich auch Altarbilder, für Kirchen und vereinzelt auch für Schlösser, vor allem in den heutigen Kantonen Tessin, Graubünden, Aargau und Luzern. Seine Werke stellen zumeist Szenen aus der Bibel oder aus dem Leben von Heiligen dar; sie sind in der Art von Tafelbildern gemalt und zeichnen sich durch ihren Figurenreichtum und die einheitliche, nicht überaus bunte Farbgebung aus. Gelegentlich sind Heiligendarstellungen durch passende Embleme ergänzt.
Giorgiolis Fresken fügen sich hervorragend in die Architektur und die Stuckaturen der jeweiligen Kirche ein und bilden dadurch Teil eines barocken Gesamtkunstwerks. Zu den Höhepunkten seines Schaffens zählen die Deckenfresken der ehemaligen Benediktinerklosterkirchen Pfäfers (Kanton St. Gallen, 1692), Muri (Kanton Aargau, 1696/97), Rheinau (Kanton Zürich, 1708/09) und St. Trudpert im Münstertal (Landkreis Breisgau-Hochschwarzwald, 1710 und 1716–1722). Insgesamt sind Werke an 45 Standorten in der Schweiz, Deutschland, Italien und Polen dokumentiert.

## Werke in der italienischen Schweiz
- Santa Domenica GR – 1676, Katholische Pfarrkirche Santa Domenica, Fresken und Stuckarbeiten;
- Lugano – 1680 circa, Kirche Santa Maria di Loreto, Fresken;
- Lugano – 1684, Kirche Sant’Antonio Abate, Fresken;
- Tesserete – 1686 circa, Kirche Santo Stefano (Tesserete), Fresken;
- Lostallo – 1686, Oratorium San Carlo Borromeo, Fresken;
- Leggia – 1686, Dorfkirche Sant’Antonio e Bernardo, Fresken und Stuckarbeiten;
- Soazza – 1686, Katholische Kirche Sankt Rocco, Fresken;
- Soazza – 1686, Pfarrhaus als Missionsstation der Kapuziner nach 1636 erbaut, Fresken;
- Magliaso – 1688-1690, Pfarrhaus, Innenraum, Fresken;
- Tesserete – 1690, Kirche Santo Stefano, Fresken auf Marmor;
- Lugano – 1690 circa, Kirche Santa Maria degli Angioli, Fresken;
- Corzoneso –1690, Pfarrkirche Santi Nazario e Celso, Fresken;
- Meride – Ende 17. Jahrhundert, Gemeindehaus, Fresken;
- Tremona – Ende 17. Jahrhundert, Pfarrkirche, Fresken;
- Tremona – Anfang 18. Jahrhundert, Pfarrkirche, Monochrom-Medaille;
- Rancate-Pizzuolo – Anfang 18. Jahrhundert, Oratorium San Giovanni Battista, Fresken;
- Meride – 1690, Pfarrkirche San Silvestro, Fresken;
- Meride – 1700 circa, Cappella Oldelli, Fresken und Stuckarbeiten;
- Balerna – 1720 circa, Stiftskirche San Vittore martire, Fresken;
- Arzo – 1722, Pfarrkirche Santi Nazaro e Celso, Fresken.